# Muntanya de Sant Joan
La Muntanya de Sant Joan és un cim de 286 metres que es troba al municipi de Camós, a la comarca del Pla de l'Estany.